# 拉日什-達什弗洛里什

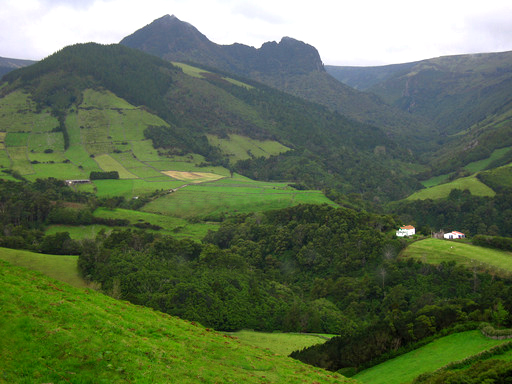

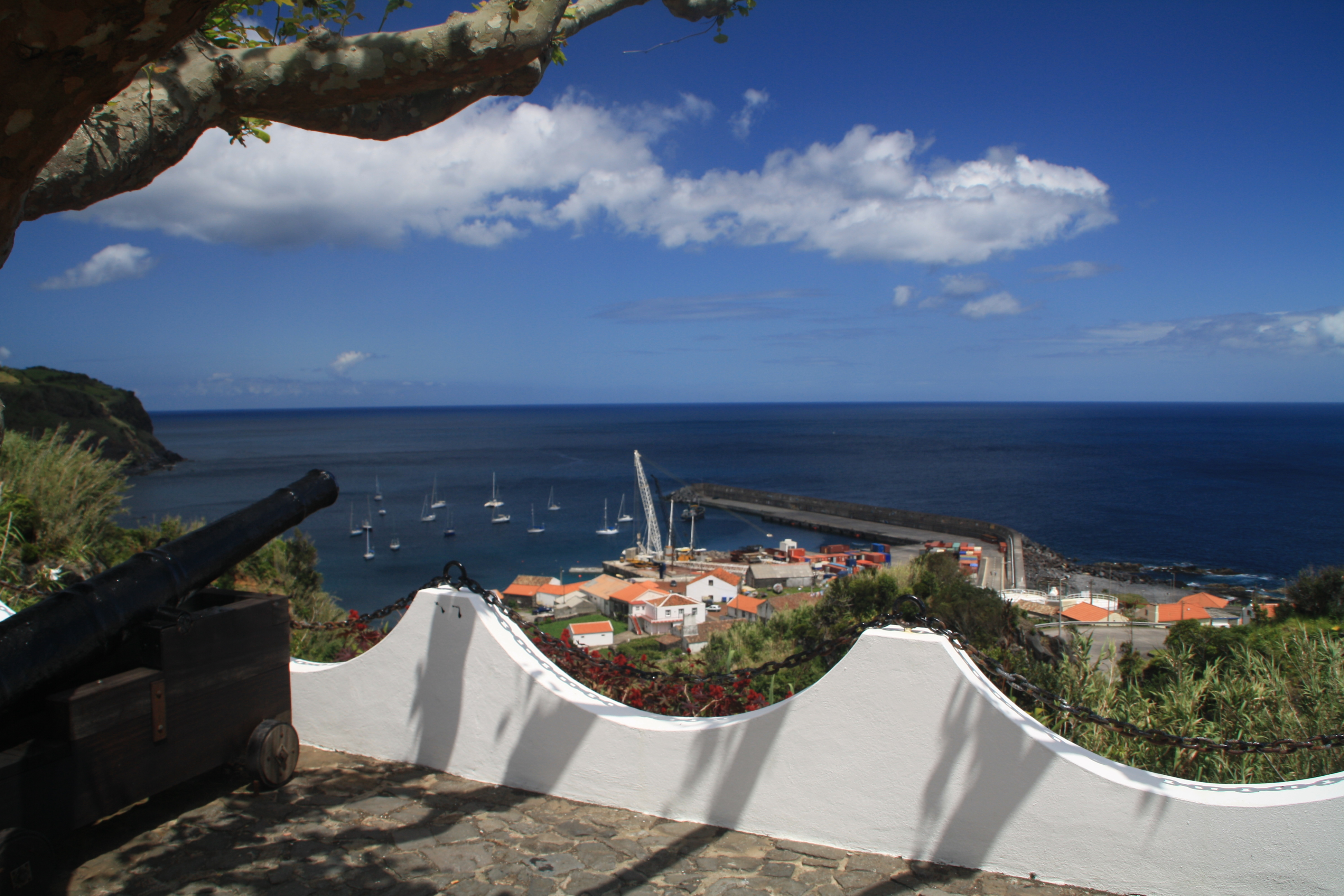

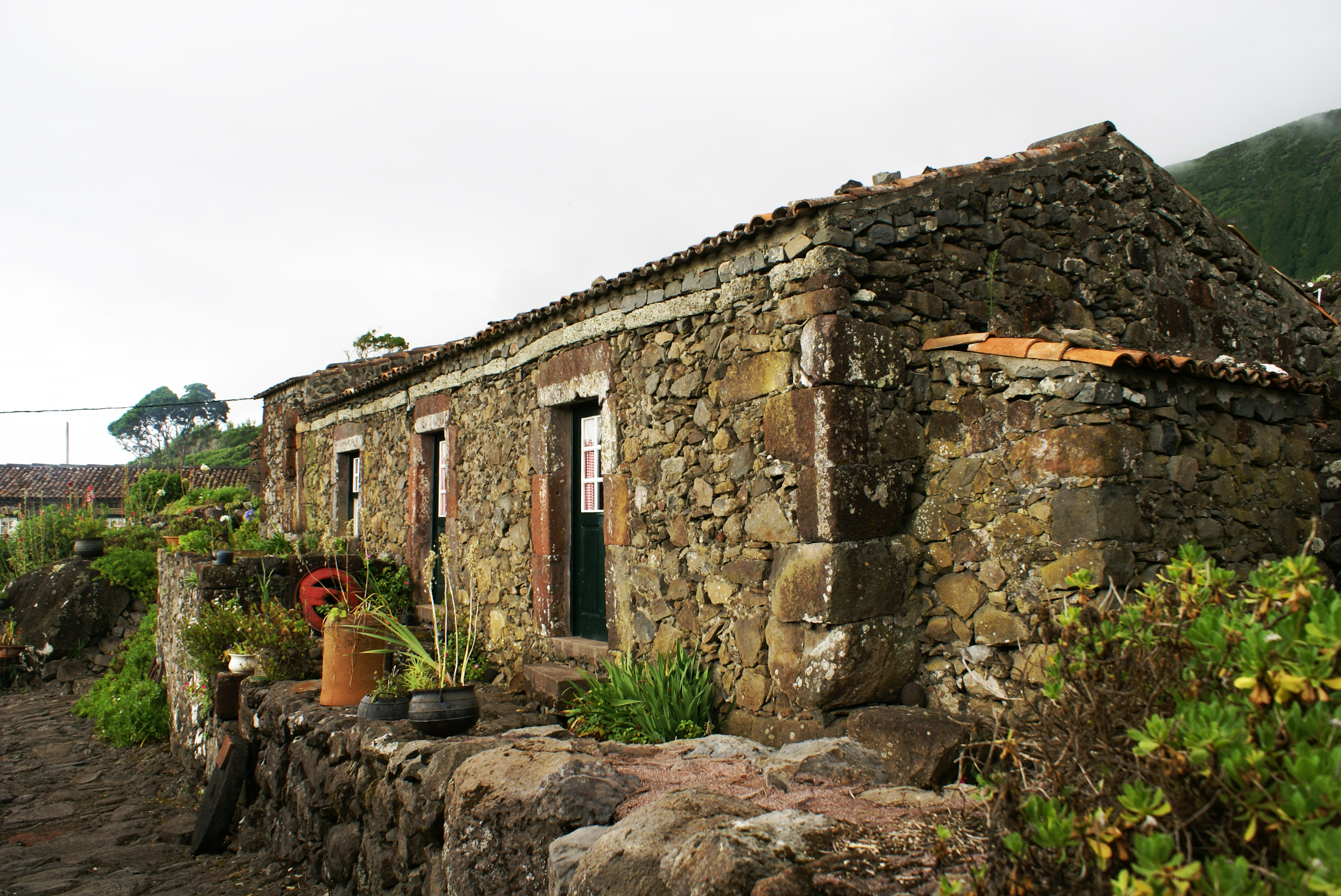

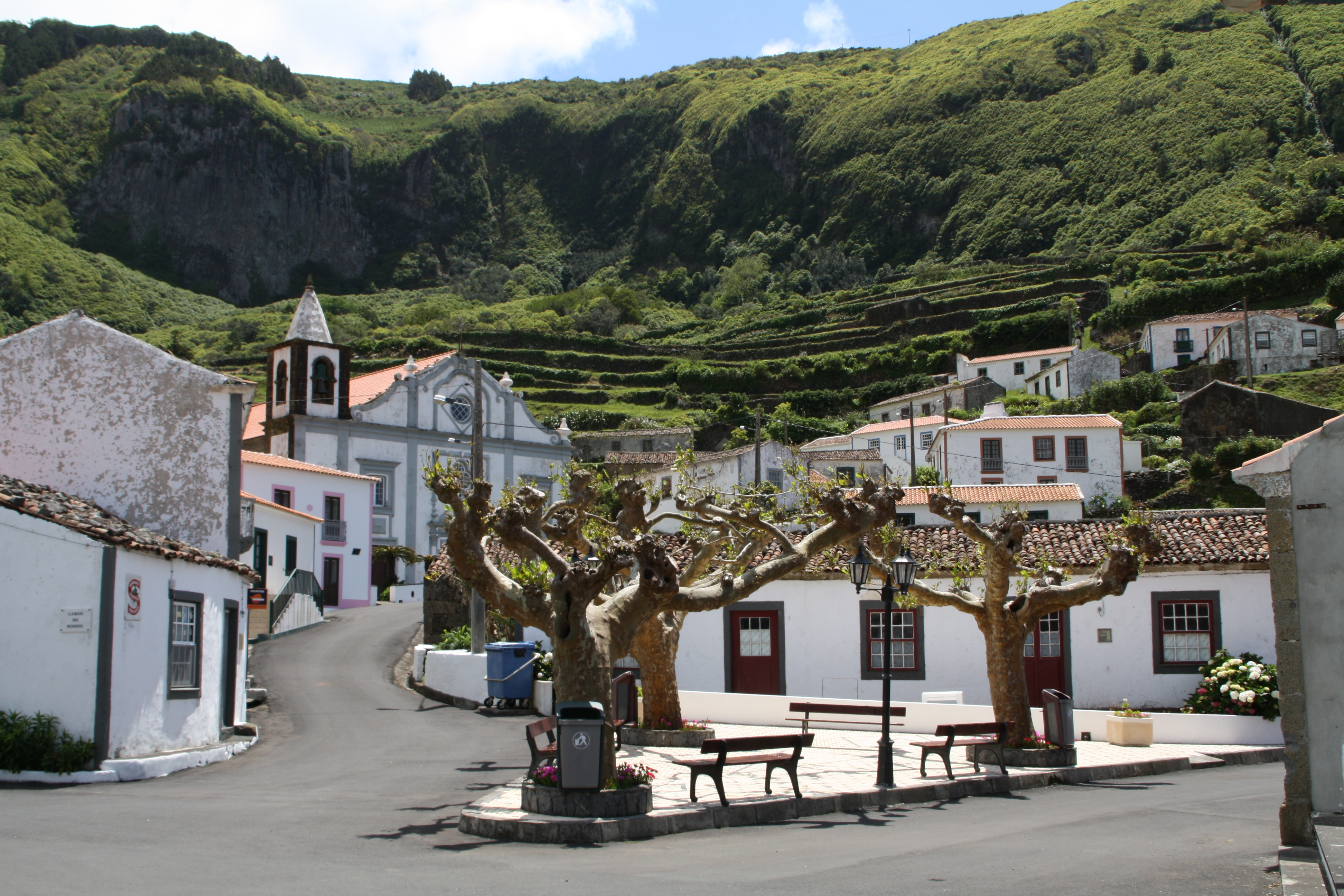

39°24′19″N 31°13′4″W / 39.40528°N 31.21778°W
拉日什-達什弗洛里什（葡萄牙語：Lajes das Flores，葡萄牙語發音：[ˈlaʒɨʒ ðɐʃ ˈfloɾɨʃ] ⓘ）是葡萄牙的市鎮，位於亞速爾群島的弗洛雷斯島，始建於1515年，面積69.59平方公里，海拔高度384米，2011年人口1,504，人口密度每平方公里21.61人。